# Кеджривал, Арвинд
Арвинд Кеджривал (хинди अरविंद केजरीवाल; род. 16 августа 1968) — индийский гражданский активист и политик, один из лидеров антикоррупционного движения 2011 года, с декабря 2013 года — главный министр Дели.

## Ранняя биография
Кеджривал родился 16 августа 1968 года в небольшом городе Сивани (штат Харьяна), в семье инженера. Он окончил Кхарагпурский технологический институт, а затем несколько лет работал в компании Tata Steel. В 1992 году он сдал экзамены Индийской гражданской службы и некоторое время работал в Миссии Рамакришны в северо-восточных штатах. В 1995—2006 гг. Кеджривал работал в налоговом управлении города Дели. В 1999 году им было основано общество «Паривартан» («Перемены»), которое занималось разоблачением злоупотреблений в сфере взимания налогов и платы за коммунальные услуги. После ухода с государственной службы он полностью посвятил себя общественной деятельности.

## Политическая карьера
Кеджривал стал одним из ведущих деятелей движения «Индия против коррупции», основанном Анной Хазаре. Во время акций протеста он несколько раз арестовывался индийской полицией. После того, как движение добилось части поставленных целей, Кеджривал основал новую политическую организацию — Ам Адми Парти (хинди:आम आदमी पार्टी — «партия простого человека»). ААП объявляет своей основной целью борьбу с коррупцией и обеспечение экономической независимости Индии. Партия дистанцируется от БДП и ИНК — двух основных политических сил страны.
На выборах в законодательное собрание Дели в декабре 2013 ААП набрала тридцать процентов голосов и сенсационно заняла второе место, обойдя правивший ИНК и незначительно уступив БДП. Кеджривал в своём избирательном округе победил Шейлу Дикшит — главного министра столицы. После того, как победившая на выборах БДП не смогла сформировать кабинет, ААП образовала правительство меньшинства при внешней поддержке ИНК.
На выборах в законодательное собрание Дели в феврале 2015 года ААП одержала блестящую победу, получив 67 из 70 мест, и сформировала однопартийное правительство Кеджривала.